# St. Michael (Apfeltrang)

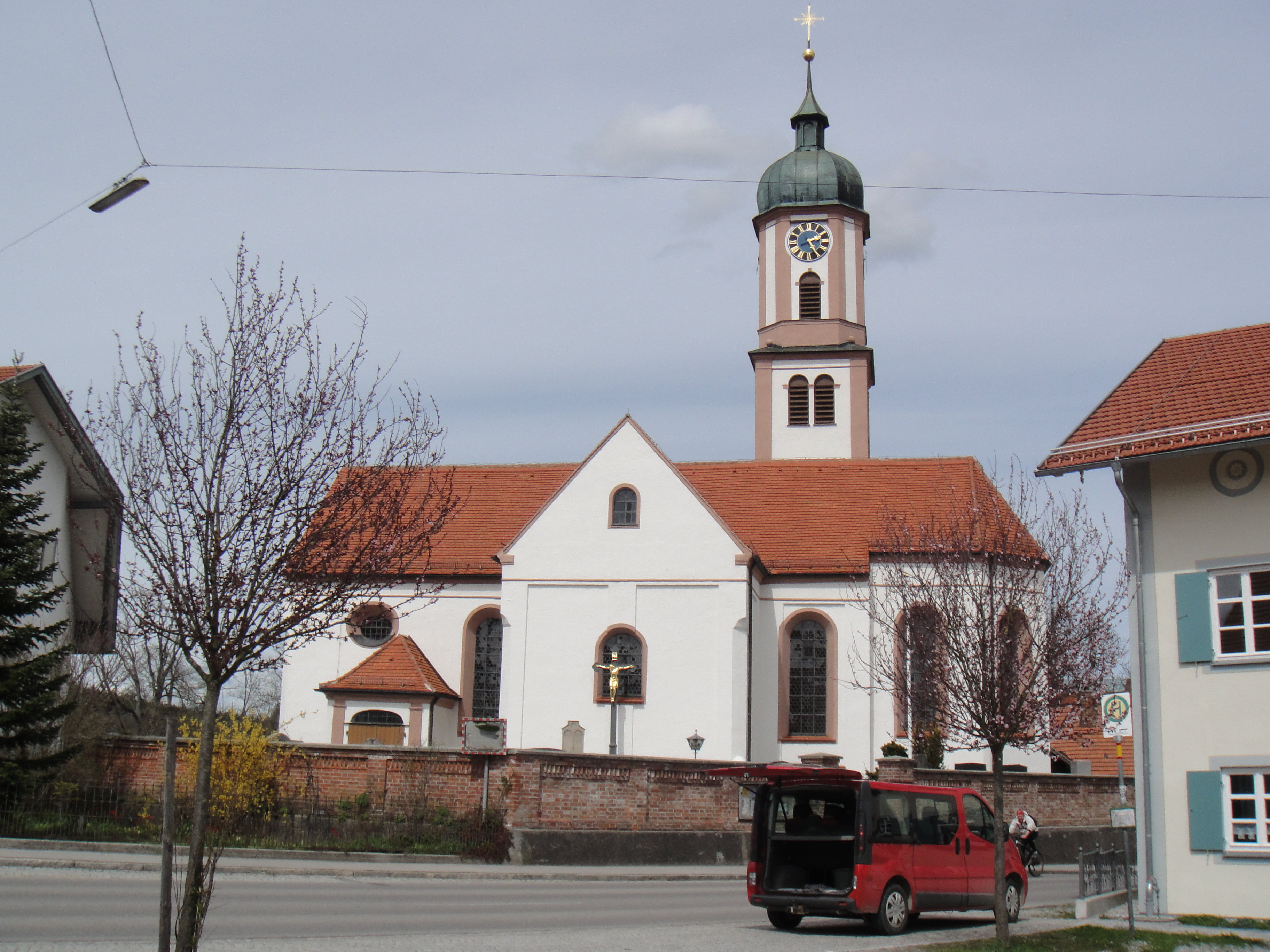
St. Michael in Apfeltrang

Die römisch-katholische Pfarrkirche St. Michael steht in Apfeltrang, einem Gemeindeteil von Ruderatshofen im schwäbischen Landkreis Ostallgäu in Bayern. Das Bauwerk ist in der Liste der Baudenkmäler in Ruderatshofen als Baudenkmal unter der Nr. D-7-77-167-6 eingetragen. Die Kirchengemeinde gehört zum Dekanat Kaufbeuren des Bistums Augsburg.

## Beschreibung

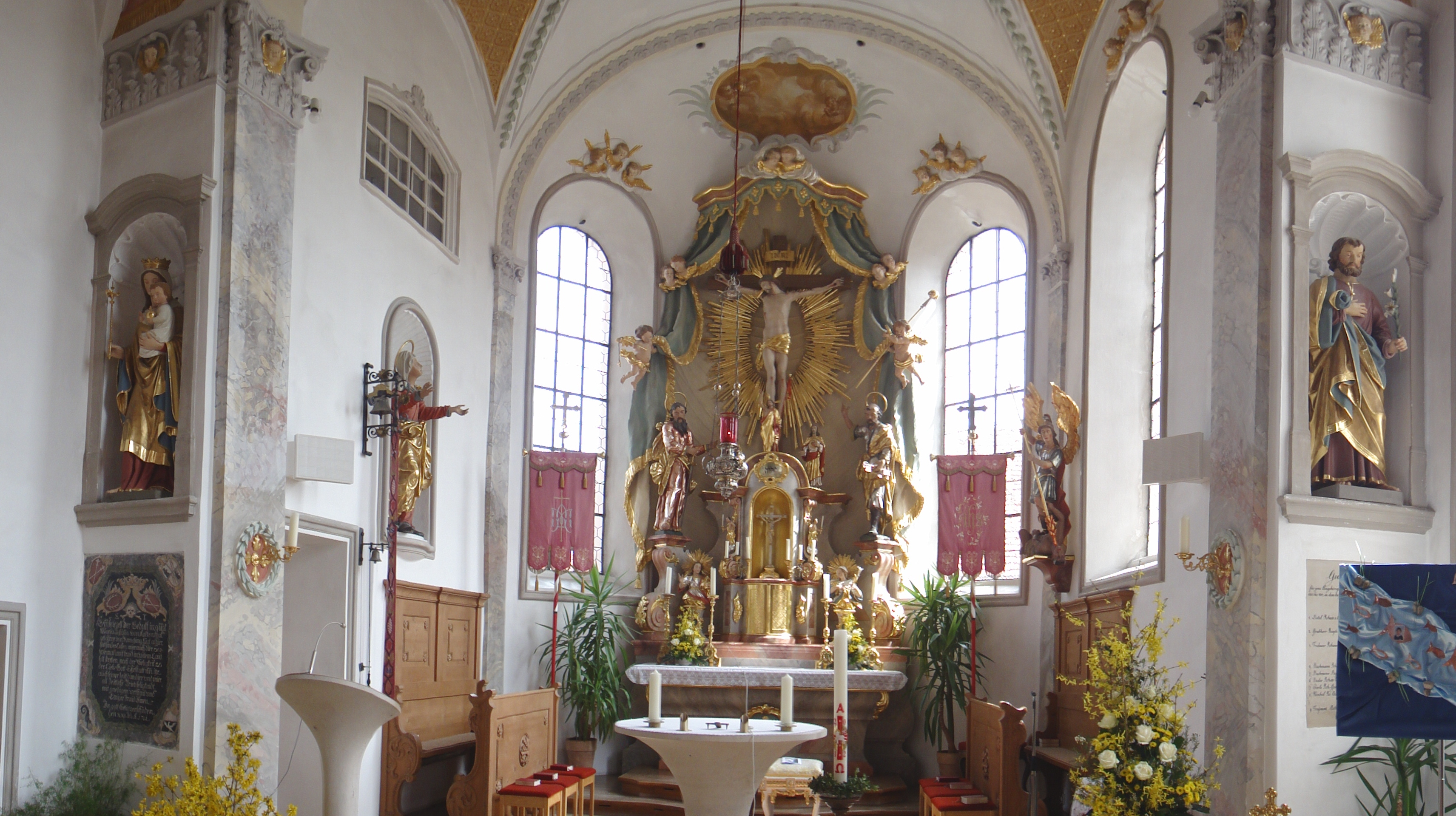
Chor

Der spätgotische Vorgängerbau wurde 1701/02 nach einem Entwurf von Augustin Stickel zur Kreuzkirche erweitert. Sie besteht aus einem Langhaus, Kapellen beidseits des Langhauses als Querschiff, einem eingezogenen, dreiseitig geschlossenen Chor im Osten und einem Kirchturm in der Ecke der nördlichen Kapelle und dem Chor. Der Kirchturm wurde 1745 nach einem Entwurf von Johann Georg Fischer um ein achteckiges Geschoss aufgestockt, das die Turmuhr und den Glockenstuhl mit fünf Kirchenglocken beherbergt, und mit einer Zwiebelhaube bedeckt, die von einer Laterne bekrönt wird. 
Den Stuck im Innenraum hat Josef Schnitzer junior geschaffen, ferner 1924 die neobarocke Kanzel. Gleichzeitig entstanden Fresken von Waldemar Kolmsperger dem Älteren. Eine um 1690 entstandene Mater Dolorosa wird Johann Pöllandt zugewiesen.